# Central Bank of Barbados
Die Central Bank of Barbados (CBB; deutsch Zentralbank von Barbados) ist ein 1972 gegründetes Bankhaus mit Hauptsitz in Bridgetown, der Hauptstadt des Inselstaates Barbados. Die Zentralbank ist das größte Bankhaus des Staates und verwaltet die Währung von Barbados, den Barbados-Dollar.

## Aufgaben
Als Zentralbank übernimmt die CBB folgende Aufgaben:
- Sicherung finanzieller Stabilität
- Schaffung einer intakten Finanzstruktur
- Förderung der Kapital- und Finanzmärkte
- Kreditvergabe
- Regulierung von Kreditvergabe und Währungsumtausch

Die CBB ist keine öffentliche Bank, sodass beispielsweise die Kreditvergabe nicht an einzelne Personen, sondern an Organisationen jeglicher Art erfolgt.

## Organisationsstruktur

### Leitung
Die Leitung übernimmt der sogenannte Acting governor, der als Direktor den anderen Vorstandsmitgliedern vorsteht. Dieser Posten wird aktuell von Cleviston Haynes belegt.

### Frühere Direktoren
- DeLissle Worrell (2009–2017)
- Marion Williams (1999–2009)
- Winston Cox (1997–1999)
- Calvin Springer (1992–1997)
- Kuleigh King (1987–1992)
- Cortney Blackman (1972–1987)[3]